# Gehängeband
Ein Gehängeband ist ein magisches Amulettband, das im Frühmittelalter von westgermanischen Frauen getragen wurde. Es sollte Unheil abwenden und wurde offen über der Kleidung entlang des Oberschenkels angebracht.

## Trageweise
Das Gehängeband war Bestandteil der Tunika ähnlichen Vierfibeltracht. Es wurde mit zwei paarig übereinander angebrachten Bügelfibeln an einer Schärpe im vorderen Beckenbereich befestigt, die über einem Gürtel (cingulum) getragen wurde.
Im Verlauf des 5. Jahrhunderts sind Gehängebänder erstmals im Inventar westgermanischer Frauengräber nachweisbar. Sie kommen mit der Einführung der Vierfibeltracht auf. Im Verlauf des 6. Jahrhunderts werden die Bügelfibeln größer und von ihren Trägerinnen immer tiefer Richtung Knie getragen. Am Übergang vom 6. zum 7. Jahrhundert gerät die Vierfibeltracht allmählich aus der Mode. Das Gehänge wird fortan an der linken Seite über der Hüfte getragen. Es wird von nun an direkt am Gürtel ohne die Bügelfibeln befestigt, die aus dem Inventar der Gräber nach und nach verschwinden und im späteren 7. Jahrhundert nicht mehr nachweisbar sind.
Das Band an sich war aus Leder oder aus Stoff gefertigt, das bei wohlhabenderen Frauen mit Bronze- oder Silberblech beschlagen gewesen sein konnte. Am unteren Ende wurde das Gehängeband mit einem Ziergegenstand beschwert. Dieser Gegenstand konnte eine Zierscheibe aus Metall oder eine große Millefioriperle sein, aber auch Tierzähne, Schlüssel oder ähnliche Gegenstände kommen vor. In einigen Gräbern finden sich hier auch kleine Messer.